# 24695 Štyrský
24695 Štyrský è un asteroide della fascia principale. Scoperto nel 1990, presenta un'orbita caratterizzata da un semiasse maggiore pari a 2,5903650 UA e da un'eccentricità di 0,3346139, inclinata di 5,14045° rispetto all'eclittica.